# Fontaine Heights
Die Fontaine Heights sind eine Reihe Hügel an der Graham-Küste des Grahamlands auf der Antarktischen Halbinsel. Sie erstrecken sich vom Mount Dewey bis zum Kap García an der Südseite der Bigo Bay.
Luftaufnahmen und Vermessungen des Falkland Islands Dependencies Survey zwischen 1955 und 1957 dienten ihrer Kartierung. Das UK Antarctic Place-Names Committee benannte sie 1959 nach dem belgischen Friedensnobelpreisträger Henri La Fontaine (1854–1943).